# Brug 752
Brug 752 is een bouwkundig kunstwerk in Amsterdam Nieuw-West, Tuindorp Osdorp.
De verkeersbrug is gelegen in de Ookmeerweg over een gracht in het verlengde van de Hoekenesgracht en waarvan de oostelijke oever Grasrijk heet. Ze stamt uit de periode 1959-1960, toen de bebouwing van gemeente Amsterdam weer een stuk westwaarts oprukte. De aanbesteding vond plaats op 13 juli 1959, werkzaamheden begonnen in augustus 1959, een jaar later was de brug klaar. De circa negenentwintig meter brede en eenenveertig meter lange brug is onderverdeeld in een rijstrook, een fietspad en voetpad per richting met daartussen een op de brug betegelde middenberm. De brug draagt niet alleen verkeer over de waterweg, maar ook buizen voor PTT, GEB, waterleiding en gas. De brug is ontworpen door architect Peter Pennink voor de Dienst der Publieke Werken. Pennink ontwierp meerdere bruggen voor Amsterdam.
Ten noordwesten van brug ligt Sportpark Ookmeer.

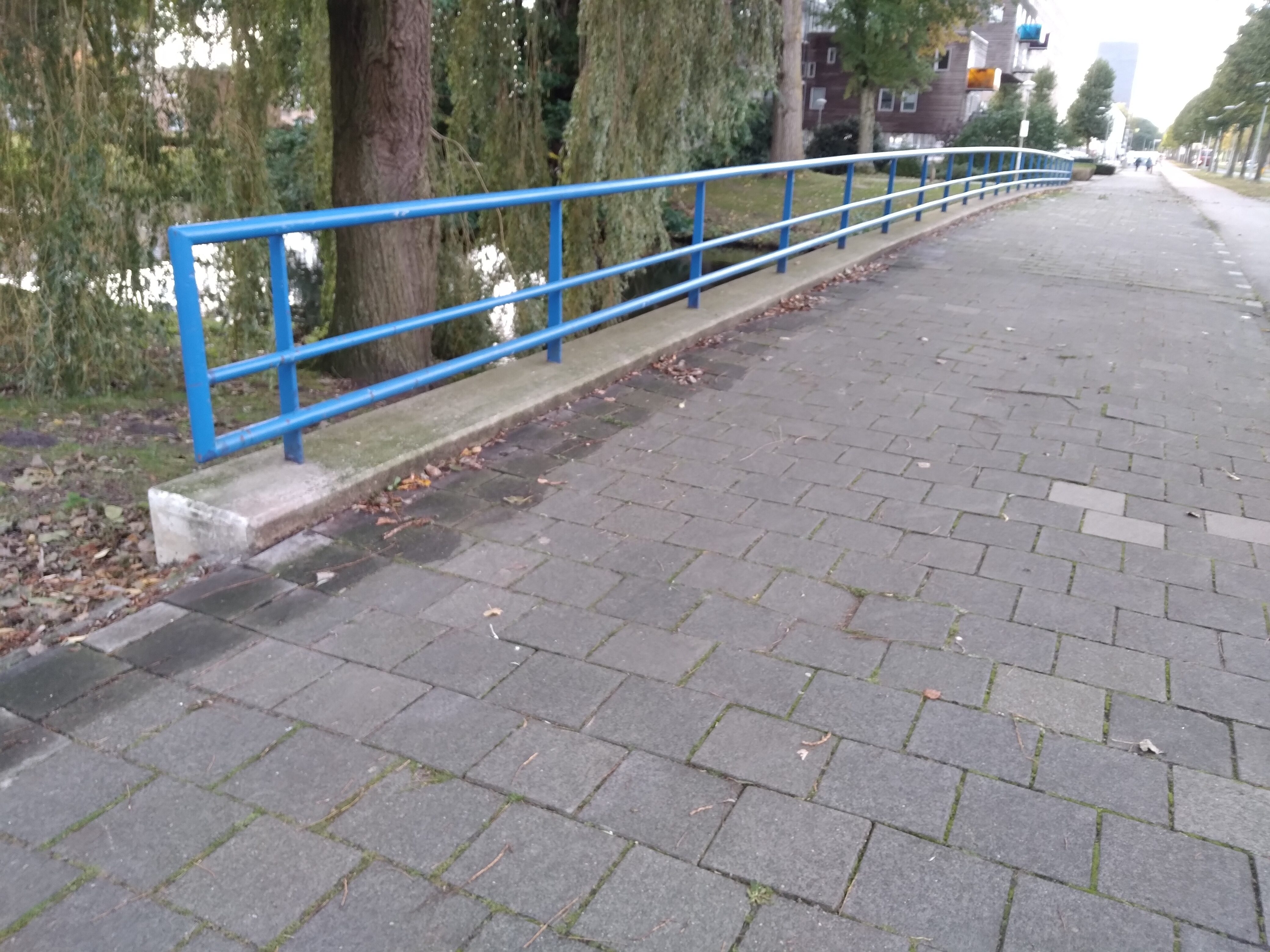
De leuning laat de lichte welving zien (oktober 2021)

<<< · 700 · 701 · 702 · 703 · 704 · 705 · 706 · 707 · 708 · 709 · 710 · 711 · 712 · 713 · 714 · 715 · 716 · 717 · 718 · 719 · 720 · 721 · 722 · 725 · 726 · 729 · 730-738 · 739 · 740 · 741 · 742 · 743 · 744 · 745 · 746 · 747 · 748 · 749 · 751 · 752 · 753 · 754 · 755 · 756 · 757 · 758 · 759 · 760 · 761 · 762 · 763 · 764 · 765 · 766 · 767 · 768 · 769 · 770 · 771 · 772 · 773 · 775 · 776 · 777 · 778 · 779 · 780 · 781 · 782 · 783 · 784 · 786 · 787 · 788 · 789 · 790 · 791 · 792 · 793 · 794 · 795 · 797 · >>>
Brugnummers  723, 724, 727, 728, 750, 774, 785, 796 (niet gerealiseerde brug over de Slotervaart), 798 en 799 zijn niet vergeven.